# Gmina zbiorowa Lutter am Barenberge
Gmina zbiorowa Lutter am Barenberge (niem. Samtgemeinde Lutter am Barenberge) – dawna gmina zbiorowa położona w niemieckim kraju związkowym Dolna Saksonia, w powiecie Goslar. Siedziba gminy zbiorowej znajdowała się w mieście (niem. Flecken) Lutter am Barenberge.

## Podział administracyjny
Do gminy zbiorowej Lutter am Barenberge należały trzy gminy, w tym jedno miasto (Flecken):
1. Hahausen
2. Lutter am Barenberge, miasto
3. Wallmoden

1 listopada 2021 gmina zbiorowa została rozwiązana, a wchodzące w jej skład gminy zostały przyłączone do miasta Langelsheim.